# Оленич-Гнененко Петро Павлович
Петро Павлович Оленич-Гнененко (*20 грудня 1869 — †17 серпня 1914) — український письменник, писав українською та російською мовами.
Уродженець Полтавщини, дворянин, закінчив Петровський Полтавський кадетський корпус та Миколаївське кавалерійське училище. Офіцер російської армії. Учасник Першої світової війни, загинув у бою з австрійцями біля села Неділиська.

## Творчість
Писав переважно російською, частково — українською мовами, під псевдонимами Іван Січовик та Аполон Апполонович Пегасов. Російською мовою надрукував низку повістей (публікувались у газетах Полтавский вестник, Пчелка, Русская Правда, та виходили окремими книжками) та лірику. Українською мовою писав вірші (у тому числі для дітей), був знайомий з кількома діячами української культури, деякий час листувався з Іваном Франком. Зберігся лист, де Петро Оленич-Гнененко вказує, що надіслав тому на рецензію свій збірник україномовної лірики «Кобзар», проте сам збірник не вийшов).
Його племінник Олександр Оленич-Гнененко став у радянські часи відомим перекладачем художньої літератури.